# 阿什福德
阿什福德（英語：Ashford）是英國的一座城市，位於英格蘭肯特郡。阿什福德是一個常見的英文地名，可以追溯至古英語æscet。阿什福德的城市宣言是With stronger faith（更強的信心），這是來自于17世紀詩人的詩句。其農產品市場在英國國內頗為重要。阿什福德的交通頗為發達，附近有多條鐵路通過，也因此發展為重要的交通中心。有多條高速公路也經過阿什福德，英吉利海峽隧道也經過阿什福德附近。阿什福德是英國發展最快的地區之一，工黨政府也因此在2003年將阿什福德制定為增長區。市內有大型購物中心，且新建了眾多商業設施。阿什福德也有一些旅遊景區。

## 友好城市
- 法國 富热尔

## 外部連結
- MyAshford.com （页面存档备份，存于） - the guide to Ashford and the surrounding area
- Ashford's Future website （页面存档备份，存于） - the company leading Ashford's regeneration plans
- History website includes maps and Photographs （页面存档备份，存于）
- Ashford Chamber of Commerce website
- Ashford Borough Council website （页面存档备份，存于）
- kentish express （页面存档备份，存于） - Local news and events from the Ashford area
- yourashford - Weekly news paper website